# 束缚手铐

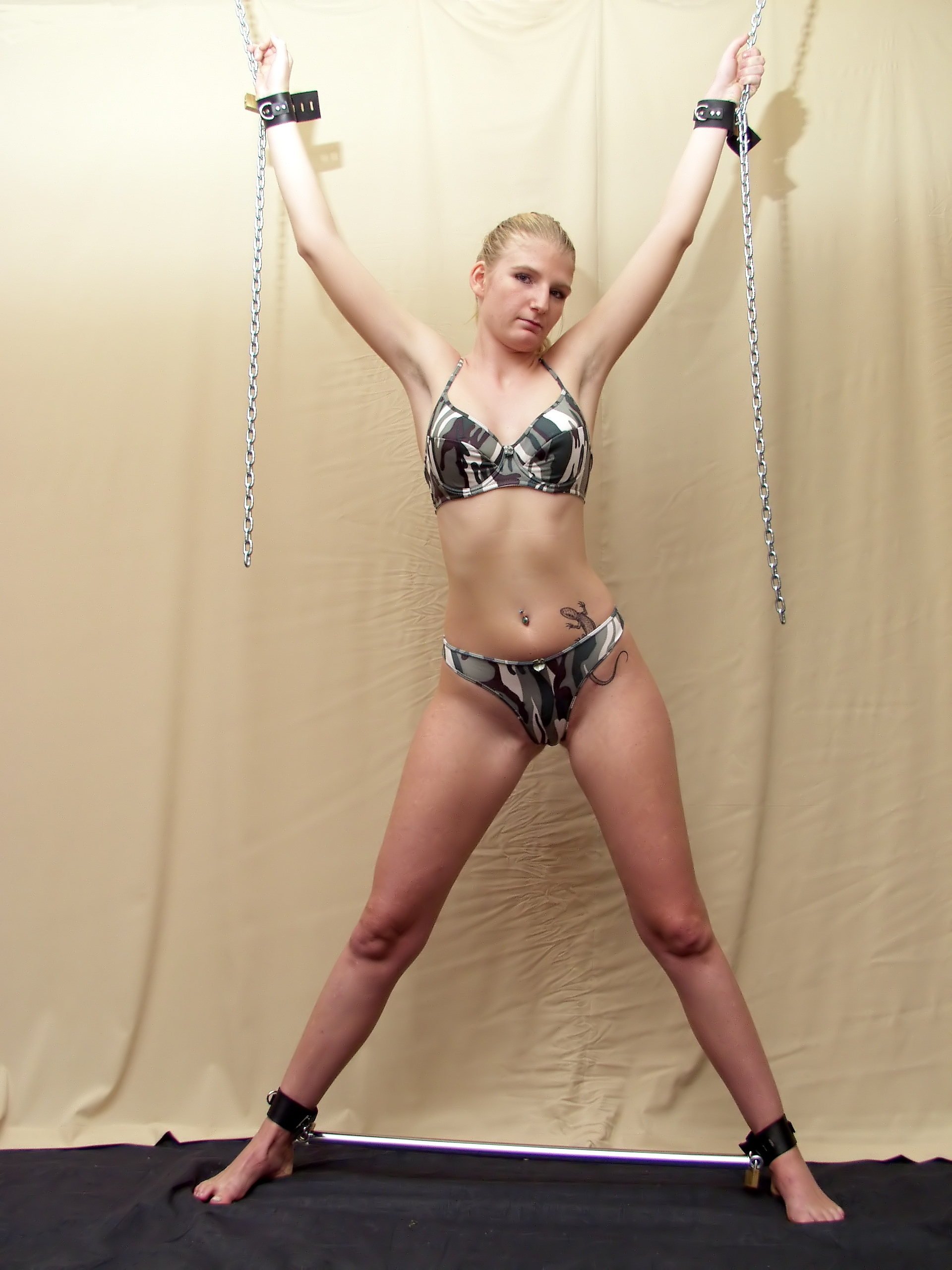
一个模特的手和脚穿戴束缚手铐

束缚手铐，是用于与性相关的手铐。相比于传统的手铐，束缚手铐通常由皮革制成，填充物为柔软的皮革和人造毛。手铐间通过D型环或尼龙带进行连接。

## 安全性
在设计上束缚手铐比传统手铐更安全和舒适。手铐不进行填充，以尽量减少神经损伤和其他损伤的风险。然而，在错误使用或监管不充足的情况下，束缚手铐也有可能造成严重伤害。
如果身体进行负重时，普通的束缚手铐并不安全，可以使用专门用于悬吊的悬挂手铐。

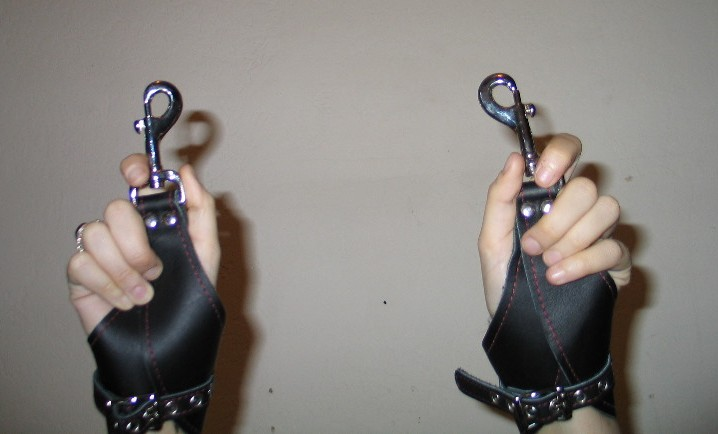
使用悬挂袖口手铐
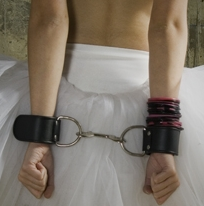
使用手铐
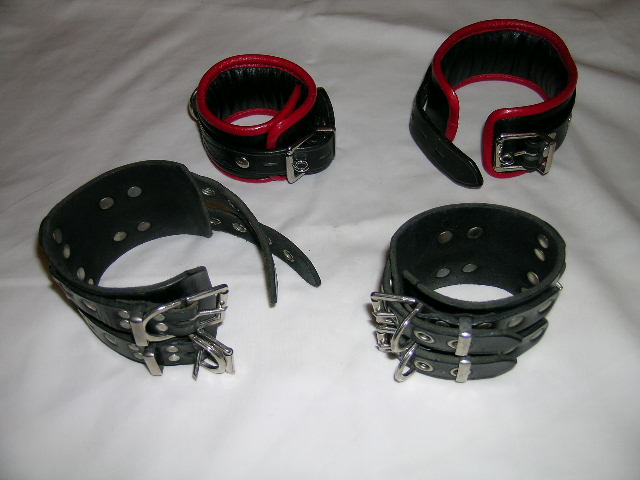
各种束缚手铐
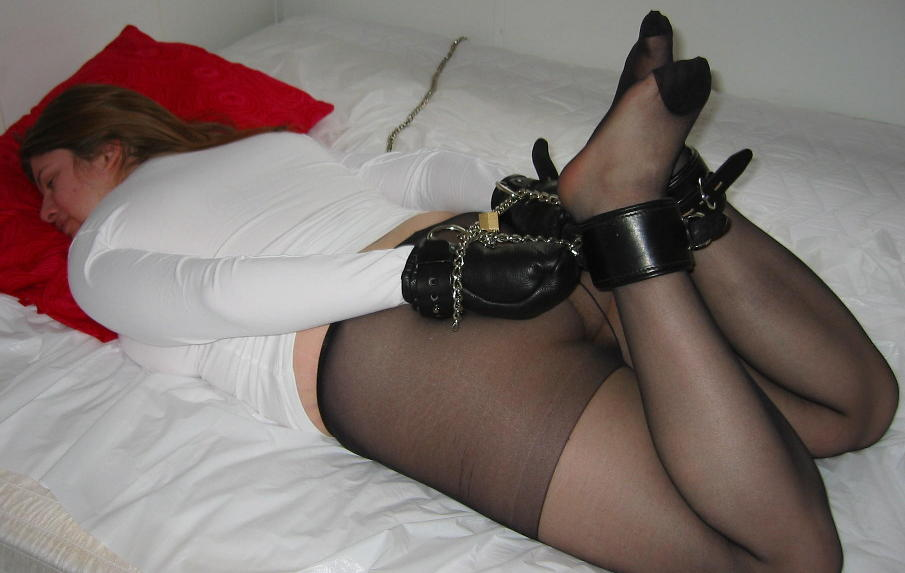
在脚踝处使用束缚手铐
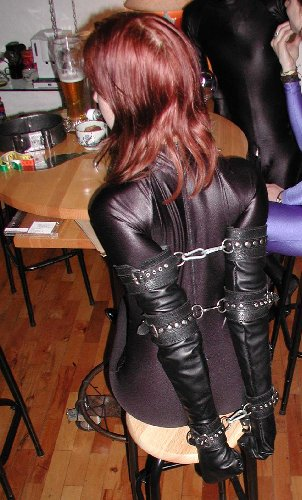
使用束缚手铐和手套将手臂在背后合拢